# Anissa Kate

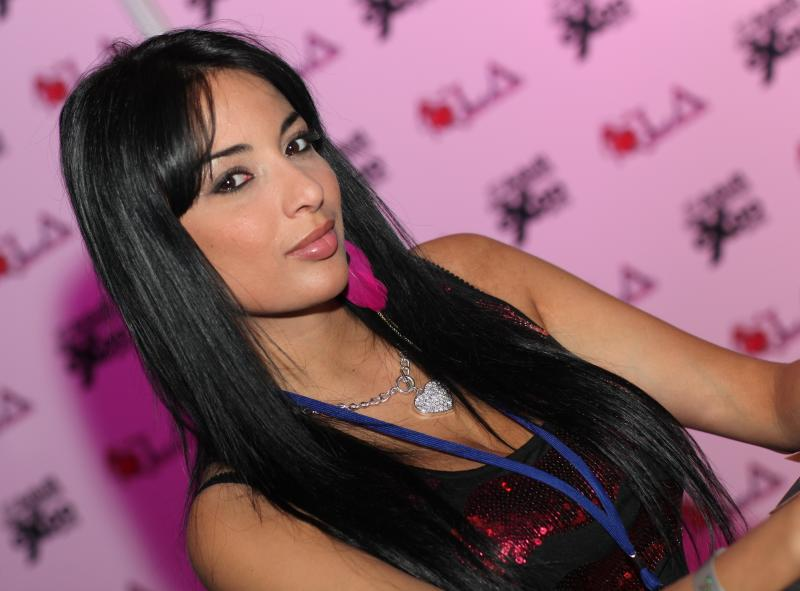
Anissa Kate bei der AVN Adult Entertainment Expo (2012)

Anissa Kate (* 7. Mai 1987 in Lyon) ist eine französische Pornodarstellerin algerisch-italienischer Abstammung.

## Leben
Anissa Kate ist nach eigenen Angaben die Tochter einer kabylischen Mutter und eines italienischen Vaters. Vor ihrer Karriere in der Pornofilmindustrie begann sie ein Studium der Ökonomie und des Managements an der Universität Jean Monnet in Saint-Étienne, das sie im zweiten Jahr abbrach.
Während der Studienzeit machte sie die Bekanntschaft mit dem Pornoproduzenten Alexandre Legland, der ihr in der Szene zu Kontakten verhalf. Aus Langeweile und wegen des Geldes beschloss sie, Darstellerin zu werden.
Sie startete ihre Karriere im September 2011 mit ihrer Rolle in dem Pornofilm Ultimate French Girls 3. Es folgte eine Rolle in dem Film DXK: David Sex King, einer Porno-Adaption der damals in zahlreichen Medien viel diskutierten Affäre Dominique Strauss-Kahn unter der Regie von Christoph Clark, die ihr einige mediale Aufmerksamkeit bescherte. Sechs Monate nach ihrer ersten Tätigkeit als Darstellerin siedelte sie in die USA über, wo sie von L.A. Direct Models gemanagt wird, einer der größten US-amerikanischen Agenturen für Pornodarsteller. Heute arbeitet sie schwerpunktmäßig dort, zog jedoch später nach Spanien. In Frankreich blieb sie weitestgehend unbekannt.
Laut Internet Adult Film Database hat Anissa Kate in bislang (Stand: Dezember 2023) über 1100 Filmen mitgewirkt. Sie war im Jahr 2013 in mehreren Kategorien bei den AVN Awards und XBIZ Awards nominiert. Kate wirkte in Filmen europäischer Produktionsunternehmen wie jene des Produzenten Marc Dorcel und Harmony Films mit. Daneben hat sie für kleinere europäische sowie für US-amerikanische Firmen wie Reality Kings, Brazzers und Naughty America gearbeitet. Sie ist zudem in zwei Szenen des Wiesn-Pornofilms Oktober Sex Fest zu sehen, der 2013 bei den Venus Awards in Berlin als bester Film ausgezeichnet wurde. In den Jahren 2014, 2015 und 2019 wurde sie jeweils mit dem AVN Award zur Female Foreign Performer of the Year gekürt und erhielt damit bedeutende Auszeichnungen für ihr Schaffen.

## Auszeichnungen
- 2013: AVN Award für Best Group Sex Scene in The Initiation of Anissa Kate (gemeinsam mit Prince Yahshua, Marco Banderas und Tony DeSergio)
- 2014: AVN Award als Female Foreign Performer of the Year
- 2014: AVN Award für Best Sex Scene in a Foreign-Shot Production in The Ingenuous (gemeinsam mit Aleska Diamond, Anna Polina, Tarra White, Angel Piaff, Rita und Mike Angelo)
- 2014: XBIZ Award für Best Scene – All-Girl in Pornochic 24 (zusammen mit Ariel Rebel)
- 2015: AVN Award als Female Foreign Performer of the Year[8]
- 2016: DDF Award in der Kategorie Glamour[9]
- 2019: AVN Award als Female Foreign Performer of the Year[10]

## Filmografie (Auswahl)
- 2011: Ultimate French Girls 3
- 2011: DXK: David Sex King
- 2012: Balls Deep Anal Nymphos
- 2012: Body Sex Fitness
- 2012: Evil Anal 15
- 2012: Initiation Of Anissa Kate
- 2012: Sexy Girls In Hot Lingerie 2
- 2012: Slutty and Sluttier 18
- 2012: Karate Kid XXX: A DreamZone Parody
- 2012: Suck It Dry 10
- 2012: Titty Creampies 2
- 2013: Anissa Kate The Widow
- 2013: Die Unerfahrene (L’innocente (The Ingenuous))
- 2013: Lip Service
- 2013: Private Gold 164: Ass, Cash and Politics
- 2013: Spin! Suck And Fuck 7
- 2013–2014: Erotic Massage Stories 1, 3
- 2014: ATK Solo Sensations 6
- 2014: ATK Virtual Date With Anissa Kate
- 2014: Big Bodacious Knockers 11
- 2014–2015: Big Tits in Sports 14, 16
- 2014: Boob Day
- 2014: Fantasy Solos 11
- 2014: Fill Me With Your Orgasm 2
- 2015: Clit Licking Girlfriends
- 2015: Drain My Fucking Balls
- 2015: Fantasy Solos 12
- 2015: Very Best of Anissa Kate – Infinity
- 2016: Alone Time 2
- 2016: Big Wet Breasts 3
- 2016: Big Wet Tits 15
- 2016: Cuckold
- 2016: Cuckold Stories
- 2016: Filthy Fucks
- 2016: Foot Fuckers
- 2016: Megan Escort Deluxe
- 2016: Pornstar Pounding
- 2016: Pussy Party
- 2016: Storm of Kings
- 2016: Big Tits in Sports 16
- 2016: L’Héritière
- 2016–2019: Tonight’s Girlfriend 50, 79
- 2017: Girlfriend Experience 12
- 2017: Gold Digging Strippers
- 2017: Hardcore Pleasures 7
- 2017: Solo
- 2018: Big Tit Cream Pie 43
- 2018: Double Penetration Fixation
- 2018: Women Seeking Women 150
- 2018: The Art of Anal Sex 8
- 2018: Mistress Anissa Kate
- 2018: Nurses Anthology
- 2018: Pussy Pays the Rent 2
- 2018: Teens Vs MILFs 8
- 2019: A Taste of Threesome
- 2019: Anal Cream Pies 5
- 2019: Bad Girls Lesbian Addiction
- 2019: Bring Out the Boobs
- 2019: Busty Interracial 5
- 2019: Cheating Housewives Get Creampied
- 2019: Fucking With Friends 7, 8
- 2020: Cumming for Anissa
- 2020: Moms Bang Teens 39
- 2020: Natural Beauty 5
- 2020: Shut Up and Fuck Me
- 2020: Sucker for Monster Cock
- 2021: Busty and Bushy MILFs
- 2022: 100% Natural Tits
- 2022: Anal a la francaise 1, 2
- 2022: Anal MILFs Only 3
- 2022: Anal Sex the French Way
- 2022: Blondes insatiables
- 2022: Bubble Butt Anal Slut 9
- 2022: Lingerie fine et filles sublimes 2, 3
- 2022: Pornstar Hookup POV
- 2022: Women Seeking Women 187
- 2023: Cum From Behind 5
- 2023: Hardcore Superstars
- 2023: Her Rumpus Is Scrumptious 5
- 2023: Make Mommy Squirt
- 2023: Touch 2